# Vera Klement
Vera Klement (ur. 14 grudnia 1929 w Gdańsku, zm. 20 października 2023) – amerykańska artystka, abstrakcjonistka, emerytowana profesorka Uniwersytetu w Chicago.

## Życiorys
Pochodzi z żydowskiej rodziny. Zanim się urodziła, jej rodzice uciekli z Mińska w obawie przed pogromami. Zamieszkali w Gdańsku, gdzie urodziła się Vera. Tu spędziła pierwsze 10 lat życia. Gdy miała 11 lat, ojciec, który był właścicielem składu drewna, nauczył ją malować akwarelami. Również matka była uzdolniona – studiowała grę na fortepianie w konserwatorium w Petersburgu. Vera rozważała karierę muzyczną.
W latach 30. XX w. rodzina, ze względu na pochodzenie, musiała się ukrywać przed nazistami. W grudniu 1939 przez Gdynię Klementowie uciekli do USA. Ojciec pracował w nowojorskim Harlemie. Vera miała trudności z nauczeniem się angielskiego, za to uwielbiała rosyjski, za którym tęskniła. Kiedy ponownie uczyła się niemieckiego, przez 5 lat czytała książki tylko w tym języku.
W 1950 skończyła The Cooper Union School of Art and Architecture w Nowym Jorku. W 1964 przeprowadziła się Chicago. W latach 1969–1995 wykładała malarstwo na miejscowym uniwersytecie. Była członkinią grupy artystycznej Rebellious Five.
Wielokrotnie wystawiała swoje prace w USA, otrzymała wiele grantów badawczych i nagród. W pracy artystycznej podejmowała m.in. temat Holocaustu. W 1973 była współzałożycielką Artemisia Gallery, jednej z pierwszych feministycznych spółdzielczych galerii w Chicago. W 1981 została stypendystką Fundacji Pamięci Johna Simona Guggenheima. 
W 2003 pracowała jako rezydentka w Goshen College, a w 2007 na Uniwersytecie Indiany.
Jej prace przechowywane są w Muzeum Stanowym w Illionois, w The Kentucky Center for the Arts oraz w Krannert Art Museum.
Tłumaczyła na angielski dzieła niemieckich i rosyjskich poetów. 
Wyszła za mąż za kompozytora Ralpha Shapeya. Małżeństwo zakończyło się rozwodem. Mieszka w Chicago.